# Révolte d'Abaza
La révolte d'Abaza est le nom donné à des soulèvements qui ont eu lieu au XVIIe siècle dans l'Empire ottoman sous les règnes de Moustafa Ier (1622-1623) et de Mourad IV (1623-1640). Cette révolte est parfois considérée comme s'inscrivant dans le cadre plus large de celles des Celali. 

## Contexte
En 1621, le jeune sultan ottoman Osman II pose le siège devant la ville de Khotyn dans l'actuelle Ukraine. Ses troupes sont cependant vaincues par celles de la république des Deux Nations qu'il espérait conquérir. Osman II tient le corps déclinant des janissaires pour responsable de la défaite et envisage de le remplacer par des milices turkmènes (celali) venues d'Anatolie. Lorsqu'il fait jour de ses intentions, les janissaires se révoltent et l'emprisonnent à la forteresse de Yedikule, où il est sommairement exécuté, le 20 mai 1622. Son assassinat (le premier régicide de l'histoire ottomane) choque profondément l'Empire et l'autorité de son successeur Moustafa Ier — réinstallé sur le trône par les janissaires — ne fait pas l'unanimité.  

## Premier soulèvement
À la suite de l'assassinat d'Osman II, le gouverneur (beylerbey) d'Erzurum Abaza Mehmet (en) se met à expulser et même à tuer les janissaires présents dans sa province. Si l'on en croît l'orientaliste autrichien Joseph von Hammer-Purgstall, il était l'un des principaux conseiller du défunt sultan dans sa tentative de diminuer l'influence du corps. Quoi qu'il en soit, il est démis de ses fonctions par la Sublime Porte, le 17 novembre 1622. Tout en se prétendant loyal aux nouvelles autorités, il refuse d'accepter sa démission et justifie ses agissements en affirmant venger Osman II. Dans les mois qui suivent, son alliance avec les milices turkmènes (celles-là mêmes sur lesquelles Osman II comptait pour remplacer les janissaires) lui permet d'accroître son emprise sur l'Anatolie : il s'empare de Sivas et assiège Ankara et Bursa, menaçant directement Constantinople, capitale de l'Empire. 
En 1624, la Sublime Porte décide de prendre le problème à bras le corps et envoie une armée dirigée par le commandant (serdar) Hafiz Ahmed Pacha pour combattre les troupes d'Abaza. Le 16 août 1624, l'affrontement a lieu près de Kayseri. Au cours de celui-ci, plusieurs soldats d'Abaza font défection au profit de Hafiz Ahmed Pacha, contribuant ainsi fortement à la défaite du premier. Vaincu, Abaza parvient cependant à échapper à la capture et retourne à Erzurum, où il conserve son autorité. Par la suite, des pourparlers de paix sont engagés et Abaza réussit à convaincre la régente Kösem de ses bonnes intentions. En conséquence, il continue de gouverner le pachalik d'Erzurum.  

## Second soulèvement
Durant la guerre ottomano-persane (1623-1639), l'armée des Séfévides se retrouve aux portes d'Ahıska dans l'actuelle Géorgie. Mis en difficulté, l'Empire ottoman ordonne à Abaza Mehmet (en) de venir prêter main-forte à ses troupes en août 1627. Mais après qu'on lui ait refusé le commandement de l'armée ottomane, Abaza décide de la prendre à revers, massacrant nombre de janissaires et même de pachas. 
Après ce terrible fiasco, le grand vizir Halil Pacha est renvoyé par le sultan Mourad IV. Il est remplacé par Gazi Hüsrev Pacha, déterminé à en finir avec la révolte d'Abaza. Le 5 septembre 1628, il procède au siège d'Erzurum avec l'artillerie lourde, ce qui pousse Abaza à se rendre au bout de quelques jours. Les termes de la reddition incluent la vie sauve pour Abaza. Admiratif de son courage et de son intelligence, le jeune sultan Mourad IV décide non seulement de respecter cette clause mais aussi de nommer Abaza gouverneur (beylerbey) du pachalik de Bosnie, une lointaine province européenne, dans laquelle il se retrouve privé de ses soutiens habituels (i.e. les milices turkmènes d'Anatolie),. 